# Young Sports Academy Bamenda
Maillots
Actualités
Le Young Sports Academy Bamenda est un club de football camerounais, basé à Bamenda, fondé en 2004.

## Historique
Promu en 2009 en championnat national, après avoir remporté la zone 3 de deuxième division, le club se maintient lors des quatre premières saisons. 
Il termine 5e en 2009-2010 et 2010-2011, 4e en 2012 et 8e en 2013.
Le 22 décembre 2013, YO.S.A gagne la finale de la Coupe du Cameroun, en battant l'équipe du Canon Yaoundé par 4 tirs au but à 1.

## Palmarès
- Coupe du Cameroun
  - Vainqueur : 2013

- Championnat du Cameroun de football de deuxième division : 1
  - Champion : 2009